# 飯村丈三郎
飯村 丈三郎（いいむら じょうざぶろう、1853年6月30日（嘉永6年5月24日） - 1927年（昭和2年）8月13日）は、日本の政治家、実業家、教育者。幼名は縫三郎

## 経歴
1853年（嘉永6年）5月24日、東海道常陸国の真壁郡上妻村黒駒（旧下妻藩内、現在の茨城県下妻市黒駒）の豪農の子供として誕生した。飯村家はこの地方の豪農として知られ、名主を努めていた。
幼い頃は病弱だったが、1864年（元治元年）に天台宗東叡山千妙寺の亮天僧正に預けられる。亮天から「衆生の恩」という教えを受け、一時は僧侶を志すが、両親に連れ戻される。
1865年（慶応元年）大病を患い回復。幼名「縫三郎」を「丈三郎」に改名する。1869年（明治2年）1月、菊池三渓の晴雪塾に入塾する。1876年（明治9年）宮後村（現筑西市）西村良平の長女きみと結婚する。
1877年（明治10年）9月、茨城県第六大区十小区の戸長に任命される。1878年（明治11年）茨城県第三十六中学区の学区取締役兼衛生取締役に任命される。1879年（明治12年） 森隆介らと共に「同舟社」を設立。1880年（明治13年） 国会開設請願のための「筑波山の会」で中心的役割を務める。同年、茨城県会議員に初当選、2回の議長を経て明治23年衆議院議員総選挙まで務める。
当時の茨城県会は山岳が多い県北地区出身議員を中心とする山岳党と河川が多い県西南地区出身議員で構成された河川党が対立しており、飯村は河川党の中心人物として活躍していた。
1883年（明治16年）当時の県令人見寧や川崎八右衛門に請われ、頭取として第六十二国立銀行（現在の常陽銀行）の再建を手がけ、5年程度で経営を建て直す。これをきっかけに川崎財閥との関係が深まり、水戸鉄道、日本火災保険、京成電軌などの役員となる。
1887年（明治20年）県令安田定則に水戸鉄道の創立請願を提出し、同鉄道取締役に就任。1889年（明治22年）1月16日、茨城県内初の鉄道である水戸線が開通した。この時、下妻には線路が通らなかったため、常総鉄道による下妻への線路敷設に尽力した。
1890年（明治23年）7月1日、茨城3区から第1回衆議院議員総選挙に当選し、その後、第2回も当選したが、第3回は出馬を取りやめ、実業界へと転じた。1891年（明治24年） 地方新聞のいはらき新聞（現在の茨城新聞社）の第2代社長（初代は関戸覚蔵）を務めた。そのほかにも、実業家として関わった多数の企業、事業がある。
1923年（大正12年）水戸に移住する。この時期、すでに白内障によって視力を失っていた。
1927年（昭和2年）私財を投じて旧制私立茨城中学校（現在の茨城中学校・高等学校）を設立した。
同年8月13日 東京府大手町でタクシーにひかれ、死去した。同年8月17日、正六位を叙勲。同年10月3日、祇園寺に分骨。

## 顕彰など
2003年（平成15年）には飯村の生誕150年を迎え、同年5月17日には茨城県水戸市で、茨城県下妻市、株式会社茨城新聞社、学校法人茨城（茨城中学校・茨城高等学校の設置法人）などを中心として「飯村丈三郎生誕150年記念講演会・シンポジウム」が開かれた。
2015年（平成27年）、飯村丈三郎研究会（発起人鈴木宏治 会長大津順一郎）が発足し、没後90年にあたる、2017年9月30日に茨城県水戸市にある、常陽藝文センターホールにて「シンポジウム飯村丈三郎〜彼がいたから現在がある〜」が開催された（参加者152名）。さらに2018年9月30日に茨城県水戸市にある、水戸生涯学習センター大講義室で「2018シンポジウム飯村丈三郎〜彼がいたから現在がある〜（水戸鉄道と石材業を中心に）」が開催予定、さらに丈翁の生誕地である下妻市でも2018年11月11日、茨城県下妻市の市立図書館2階映像ホールにて「シンポジウム飯村丈三郎〜彼がいたから現在がある〜 in  しもつま」が開催予定である。2018年から毎年シンポジウムを開催している。

## 著作
- 『飯田軍蔵伝　尽忠護国塔』（弘文社、大正15年5月10日）
- 四恩の説[要文献特定詳細情報]
- 家庭小話[要文献特定詳細情報]
- 父母の巻[要文献特定詳細情報]

## 関連人物等
- 川崎八右衛門
- 野口勝一
- 根本良顕
- 山口俊作
- 斉藤斐
- 岡倉天心
- 関戸覚蔵
- 戸田利兵衛（富田繁秋）
- 穴澤清次郎
- 内藤耻叟
- 本多文雄
- 横瀬夜雨
- 根本正